# Mario Boljat
Mario Boljat (n. 31 august 1951, Split, RSF Iugoslavia – d. 1 ianuarie 2024, Split, Croația) a fost un fotbalist croat retras din activitate, care a jucat pe post de fundaș la echipe ca Hajduk Split și Schalke 04. Pe plan internațional, are prezențe la națională pentru Iugoslavia. Era născut în Croația.

## Cariera internațională
A debutat cu Iugoslavia într-un meci de calificare la Cupa Mondială din noiembrie 1977 în deplasare împotriva României și a câștigat un total de 5 selecții fără goluri. Ultimul său internațional a fost un amical din mai 1978 în deplasare împotriva Italiei. 

## Onoruri
Hajduk Split
- Prima ligă iugoslavă (4): 1970–71, 1973–74, 1974–75, 1978–79
- Cupa Iugoslaviei (5): 1971–72, 1972–73, 1973–74, 1975–76, 1976–77

## Legături externe
- Mario Boljat pe site-ul National-Football-Teams.com
- de Mario Boljat la fussballdaten.de